# Helga Regenstein
Helga Meissner-Regenstein (* 1939 in Dortmund; † 2014) war eine deutsche Grafikerin.

## Leben

### Familie und Werdegang
Während Helga Regensteins Mutter an einer Kunstgewerbeschule Kunstschrift studierte, förderte diese ihren Berufswunsch Illustratorin zu werden.
Nach der Mittleren Reife studierte sie Buchgrafik, Illustration und angewandte Grafik an der Werkkunstschule Dortmund und an der Staatlichen Akademie der Bildenden Künste Stuttgart bei Walter Brudi sowie bei Hans Georg Hillmann an der Akademie (siehe Kunsthochschule Kassel) in Kassel.
Seit 1963 lebte sie als freischaffende Künstlerin in Dortmund; später erhielt sie von 1981 bis 1984 einen Lehrauftrag für Typografie an der Fachhochschule Dortmund und hielt sich darauf sieben Monate in der Villa Romana in Florenz auf. Sie erhielt 1995 einen weiteren Lehrauftrag an der Universität (siehe Technische Universität Dortmund) in Dortmund.
Zum 75. Todestag von Karl May entwarf sie 1987 eine Briefmarke.
1965 heiratete sie den Installationskünstler Georg Meißner (* 1934); gemeinsam hatten sie einen Sohn.

### Künstlerisches Wirken
Helga Regenstein arbeitete auf den verschiedensten grafischen Gebieten, unter anderem in der Plakatgestaltung, Typografie, Buchgrafik und Farbgestaltung innerhalb der Architektur im Kunst am Bau; allerdings stand für sie die freie Grafik mit Radierung, Lithografie, Feder-, Blei- und Buntstiftzeichnung sowie Collagen im Vordergrund.
Anregungen für ihr Formenrepertoire bezog sie vor allem aus naturkundlichen Sammlungen; die Natur, besonders Tiere, waren ihr Vorbild, aber sie ging auch gern ins Freilichtmuseum Hagen, und studierte dort die Einzelheiten für die in ihren Zeichnungen immer wieder auftretenden Maschinenteile. Sie benutzte die Technik der Montage, in der viele fragmentarische Einzelteile das Bildganze ergaben, die der Betrachter einzeln entschlüsseln und wie eine Handschrift lesen musste.
Ihre feinen und zarten Bleistiftzeichnungen unterlegte sie sehr sparsam mit farbiger Kreide, nachdem ein Aufenthalt in der Provence, wo die Farben Ocker und Lavendelblau vorherrschen, sie fasziniert hatte.
Sie arbeitete sehr zurückgezogen und intensiv und war eine konsequent ehrliche Künstlerin, die keinen Sinn für das Spektakuläre hatte und die nie Zugeständnisse machte.

## Ausstellungen (Auswahl)
- Klingspor-Museum in Offenbach;
- Museum in Brünn;
- Innenministerium Bonn;
- Kunstverein Bahlingen[5];
- Janzen-Galerie in Wuppertal[6];
- 1983/1984: 31. Jahresausstellung des Deutschen Künstlerbunds im Martin-Gropius-Bau und der Neuen Nationalgalerie in Berlin[7];
- 1996: Malerei, Zeichnung, Collage und Objekte in der Städtischen Galerie in Iserlohn[8].
- 1999: Zeichnungen/Collagen im Museum Ostwall in Düsseldorf[9];
- 2000: Ausstellung in der Städtischen Galerie in Bergkamen[10];
- 2005: 30. Kabinettausstellung Zeichnung – Collage in Bayreuth[11];
- 2006: Flügelschritte in der Janzen-Galerie in Düsseldorf[12];
- 2008: Zeitflug in der Städtischen Galerie im Schlosspark Strünkede in Herne[13];
- 2010: Zeichnungen – Bilder – Installationen – Objekte im Kunstverein Soest[14];
- 2012: Konstrukte in der Galerie Schöber in Dortmund[15].
- 2013: Wir wieder hier – Westdeutscher Künstlerbund im Kunstmuseum Bochum[16].

## Mitgliedschaften
Helga Regenstein war Mitglied im Westfälischen Künstlerbund Dortmund, der Gesellschaft der Freunde junger Kunst Baden-Baden und im Verein der Düsseldorfer Künstler.

## Ehrungen und Auszeichnungen
- 1966 Preis der Biennale Brünn;
- 1980 Preis der Zeichnung Stabilo, Nürnberg;
- 1984 siebenmonatiger Aufenthalt in der Villa Romana, Florenz;
- 1991 des Arts, Paris;
- 1992 Botho-Graef-Kunstpreis der Stadt Jena;
- 1995 Stipendium der Stadt Lübeck;
- 1990, 1996, 1997, 1999, 2001, 2004, 2005, 2007 und 2008: Gastatelier in der Cité Internationale des Arts Paris;
- 2000 Kunstpreis Q-train, Pforzheim;
- 2008 Internationaler Senefelderpreis (siehe Alois Senefelder), Offenbach am Main[18].

## Kunst im öffentlichen Raum (Auswahl)
- Gestaltung des U-Bahnhofs Reinoldikirche[19] und des U-Bahnhofs Kampstraße in Dortmund[20].